# Кольские коми-ижемцы
Ко́льские ко́ми-и́жемцы — этнографическая подгруппа коми-ижемцев, живущих на Кольском полуострове в районе озера Ловозеро (Ловозерский район Мурманской области). Говорят на коми-ижемском диалекте коми-зырянского языка. Основное традиционное занятие — оленеводство. Численность около 1600—2200 человек.

## История
Главной причиной переселения этой группы коми-ижемцев являлась нехватка пастбищ и падеж животных. В 1883 году группа семей (Рочевы, Терентьевы и др.) с оленьим стадом в 9000 голов отправилась вдоль побережья на запад. Весной 1884 они достигли Кандалакшского залива и по льду переправились на Кольский полуостров. К зиме 1886—1887 они добрались до древнего саамского поселения Ловозеро, обнаружили местные пастбища самыми лучшими для разведения оленей. Поначалу с местными саамами происходили многочисленные конфликты. Положение усложняло неясный юридический статус новых пришельцев. Однако более прогрессивные методы оленеводства позволили коми-ижемцам значительно увеличить свои стада. Местные саамы также начали перенимать образ жизни пришельцев. В конце концов в 1897 году пришлых коми официально приняли в местное общество Ловозерского погоста.
По своему образу жизни и уровню благосостояния коми-ижемцы отличались от саамов и ненцев: жили они преимущественно полуоседло в постоянных посёлках, жилищами были русские избы северного типа, занимались они крупным товарным оленеводством, приносившим большой доход, кроме того держали другой скот (коров и овец) и возделывали огороды. Коми были намного грамотнее окружавших их саамов.
К 1897 на Кольском полуострове жило 117 коми. Их численность постепенно росла, к 1915 году в Ловозере они составляли большинство населения (439 из 690 человек). К концу XX — началу XXI веков в Мурманской области постоянно проживало до 2200 коми. В 1990-е годы были организованы местная «Ассоциация коми-ижемцев» и фольклорные ансамбли.